# Санта Марија де Форас (Кампобасо)
Санта Марија де Форас је насеље у Италији у округу Кампобасо, региону Молизе.
Према процени из 2011. у насељу је живело 35 становника. Насеље се налази на надморској висини од 631 м.